# Sujebi
Sujebi in Zuid-Korea of milgaru ddeudeo guk in Noord-Korea is een soep uit de Koreaanse keuken bestaande uit deegvlokken en verschillende groenten. De vlokken worden gemaakt van meel en met de hand gekneed. De smaak lijkt op die van kalguksu, het recept is dan ook grotendeels hetzelfde zij het dat bij de bereiding van kalguksu noedels worden gebruikt in plaats van deegvlokken. Het wordt beschouwd als een gerecht voor regenachtige dagen.
Het soepwater voor sujebi wordt meestal gemaakt van gedroogde ansjovis, schelpdieren en kelp. Om een volle smaak te krijgen, moet het geheel een aantal uren pruttelen. Daarna worden diverse ingrediënten toegevoegd, zoals de deegvlokken en diverse groenten waaronder courgette en aardappelen. Net als vrijwel alle Koreaanse gerechten wordt het gegeten met diverse banchan.

## Oorsprong
Sujebi en guksu wordt op het Koreaanse schiereiland al gegeten sinds de Goryeo-periode. Beide gerechten worden gemaakt met graanmeel. Het woord sujebi stamt uit het midden van de Joseon-dynastie. Het werd toen sujeop-eo (수접어) genoemd. Su (hanja: 手) betekent hand en jeop (hanja: 摺) van het werkwoord jeopda betekent letterlijk vouwen.
Tegenwoordig wordt sujebi beschouwd als een gerecht voor de gewone mensen, maar in vroeger tijden was het een speciaal gerecht dat werd gegeten bij feestelijkheden zoals dol janchi.
In Noord-Korea wordt sujebi, milgaru ddeudeo guk genoemd. Het bestaat uit drie woorden; milgaru betekent meel, ddeudeo betekent scheuren en guk betekent soep.